# Famille Elton
La famille Elton est une famille détenant un titre de baronnet de Grande-Bretagne. Le premier baronnet est Abraham Elton maire de Bristol et député britannique de 1722 à 1727, créé baronnet en 1717.
Le second baronnet est aussi maire de Bristol et est député de Taunton. Le septième appartient au parti libéral et siège au parlement pour la circonscription de Bath. Le huitième est haut shérif de Somerset en 1895. 
- Sir Abraham Elton, 1er Baronet (1654–1728)
- Sir Abraham Elton, 2d Baronet (1679–1742)
- Sir Abraham Elton, 3e Baronnet (1703–1761)
- Sir Abraham Isaac Elton, 4e Baronet (1717–1790)
- Sir Abraham Elton, 5e Baronet (1755–1842)
- Sir Charles Abraham Elton, 6e Baronet (1778–1853)
- Sir Arthur Hallam Elton, 7e Baronet (1818–1883)
- Edmond William Elton (1822–1859)
- Sir Edmund Harry Elton, 8e Baronet (1846–1920)
- Sir Ambrose Elton, 9e Baronet (1869–1951)
- Sir Arthur Hallam Rice Elton, 10e Baronet (1906–1973)
- Sir Charles Abraham Grierson Elton, 11e Baronet (né en 1953)

## Pour approfondir